# تپه چکنه قلعه چهار گوشلی
تپه چکنه قلعه چهار گوشلی مربوط به سده‌های ۴ تا ۹ ه.ق است و در شهرستان نیشابور، بخش سرولایت، روستای چهار گوشلی واقع شده و این اثر در تاریخ ۱۷ اسفند ۱۳۸۱ با شمارهٔ ثبت ۷۶۰۹ به‌عنوان یکی از آثار ملی ایران به ثبت رسیده است.